# Montefoscoli
Montefoscoli (pronunciare Montefòscoli) è una frazione del comune italiano di Palaia, nella provincia di Pisa, in Toscana.

## Geografia fisica
Posta sopra la sommità di una collina, alle cui falde orientali passa il torrente Carfalo, a ponente il rio Tosola e a libeccio il Roglio nel quale i due confluiscono.
Il paese è disposto a forma di un lungo borgo saliente; la parte più moderna è al suo ingresso inferiore, quella più antica presso la cima del poggio, dove esiste la chiesa plebana arcipretura, e dove era la sua rocca. L'unico resto dell'antico castello è una torretta in un giardino.

## Origini del nome
Nessuno volle certo verificare il documento citato dal Tronci nei suoi Annali pisani relativamente al dono di Montefoscoli fatto nell'anno 1101 dalla contessa Matilde a Foscolo Scarpetta pisano, che lo dice autore della casa Griffi; poiché quell'annalista propendeva a credere, che il castello di Montefoscoli prendesse il titolo da quel feudatario. Fatto sta, che altri documenti meno fallaci né assicurano, qualmente Montefoscoli, con il nome stesso che tuttora porta, esisteva molto innanzi la supposta donazione Matildiana.
Il Repetti nella voce della sua opera Dizionario Geografico Fisico Storico della Toscana BADIA DI CARISIO, già compresa nel popolo di Montefoscoli, riporta che fino dai primi anni del XII secolo aveva signoria in Montefoscoli un tale Ranieri, il quale nel 1022 diede a riformare il già esistente mon. de' SS. Ippolito e Cassano a Carisio sotto Montefoscoli agli eremiti di Camaldoli. Alla fine dello stesso secolo troviamo che il comune di Montefoscoli inviò nel 1198 i suoi sindaci al Castello di Santa Maria a Monte per fare leghe e compagnie a nome e per conto proprio senza licenza di alcun feudatario, o signore del castello. Altronde l'altro dominio di Montefoscoli fino da quella età dipendeva dagli Anziani di Pisa, mentre in quanto allo spirituale apparteneva ai vescovi di Volterra, dal cui contado il distretto di Montefoscoli era stato di corto smembrato.

## Storia

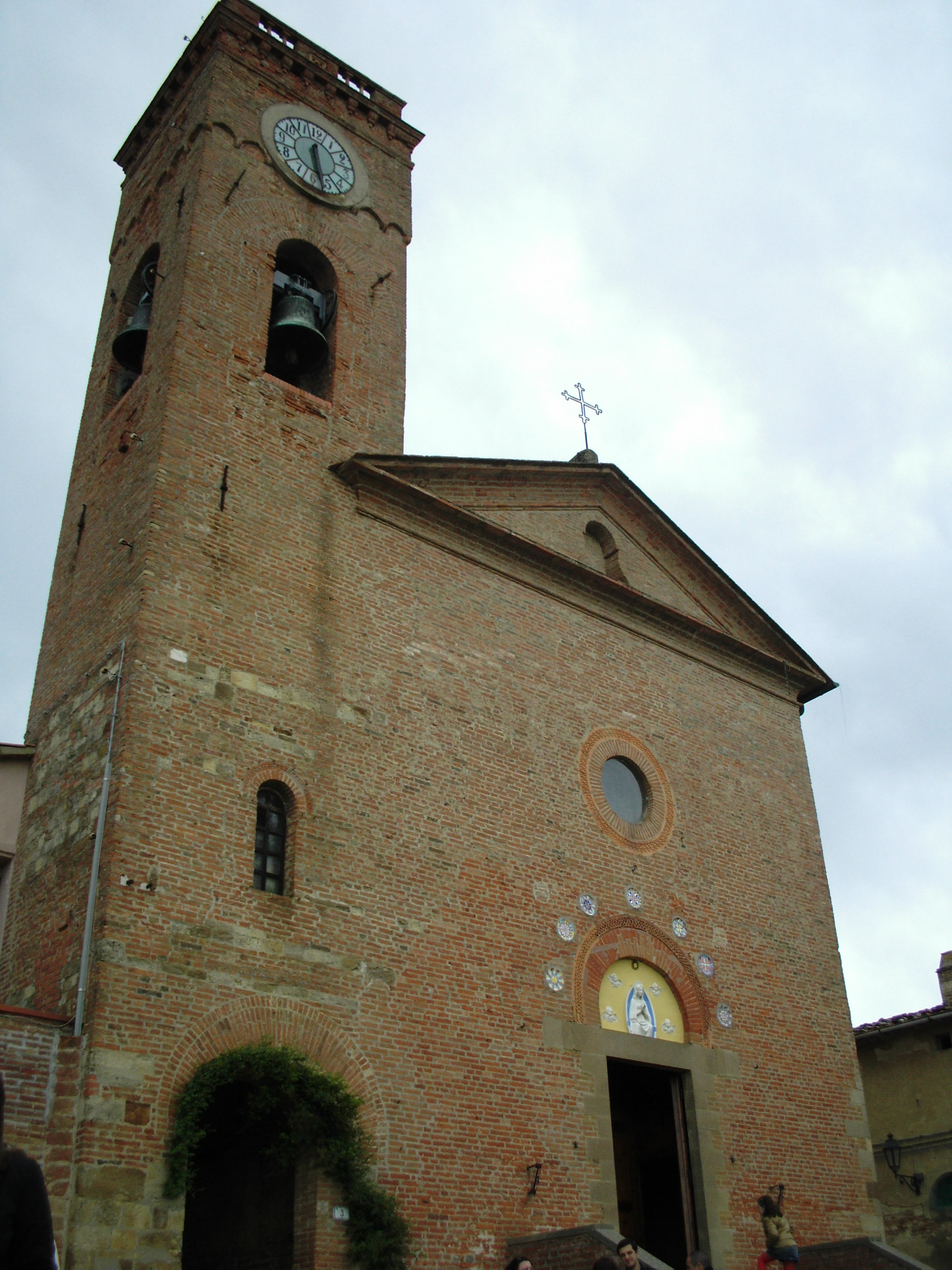
La chiesa di Santa Maria Assunta

Come tanti insediamenti della nostra Italia anche questo di Montefoscoli affonda le radici nella preistoria. Il colle, circondato da sorgenti, era ubicato sul passaggio delle transumanze tra l'area appenninica e apuana e le maremme, per cui deve essere stato un punto di riferimento per i primi pastori. In epoca etrusca il colle fu sicuramente un luogo santuariale e la presenza etrusca è attestata da un cippo funerario claviforme in marmo bianco utilizzato come sostegno per l'acquasantiera della chiesa di San Sebastiano. Alcune delle cavità artificiali scavate al di sotto del paese sembrano essere di origine etrusca.
Dal V secolo la valle dell'Era si trovò ad essere attraversata dal primo itinerario di pellegrinaggio cristiano dall'Europa alla Terra Santa: la Via Sacra Micaelica; secondo la leggenda l'itinerario di pellegrinaggio seguiva la linea energetica tracciata sul globo terraqueo dalla spada fiammeggiante dell'Arcangelo Michele quando inferse l'ultimo colpo a Lucifero per spedirlo nelle profondità della terra. Nel 568, lungo la Linea Sacra Micaelica discesero dalle Alpi i Longobardi. Il loro re Alboino li guidava alla conquista della penisola italiana. Compiuta la conquista di gran parte dei territori italiani, i Longobardi costituirono il Regno d'Italia, Patrono San Michele Arcangelo. Fu così che la Via Micaelica dalle Alpi alla Campania diventò la via Regia longobarda. Da Pavia, capitale del Regno, la via Regia raggiungeva Lucca, capitale del Ducato della Tuscia e, attraverso la valle dell'Era, si indirizzava verso il Ducato di Chiusi passando in prossimità di Montefoscoli. Lungo la via, nella valle, sorgeva l'abbazia di Carisio o Carigi, sotto il titolo dei SS. Ippolito e Cassiano; l'abbazia, che si trovava sulla riva destra del torrente Rogio, è oggi scomparsa.
Il paese, ben conservato e non deturpato da costruzioni contemporanee, si presenta come un tipico centro di strada, sviluppato sul crinale della collina, lungo l'antica via che collega la valle dell'Era con Palaia. Emanuele Repetti ci informa che nel Medioevo Montefoscoli fu un castello con una pieve (Santa Maria Assunta), e che fu capoluogo di comunità e di giurisdizione: nel XIX secolo era sotto la potesteria di Peccioli, nella comunità di Palaja, diocesi di Volterra, compartimento di Firenze.

### Tra Pisa e Firenze
Lo statuto pisano del 1384 mette in Montefoscoli la residenza di un giusdicente, appellato capitano di Val d'Era di sopra, il qual poi fu trasferito a Palaia.
Poco dopo Montefoscoli fu tolto ai Pisani dalle truppe fiorentine, che lo presidiarono: che ben presto fu riconquistato dai pisani, essendo tornati in Val d'Era col loro capitano e potestà C. Guido da Monte Feltro.
Alla caduta però di Pisa questo ed altri castelli della stessa valle si sottomisero al Comune di Firenze, finché all'arrivo di Carlo VIII nel 1494 anche gli abitanti di Montefoscoli si ribellarono ai Fiorentini, sotto l'ubbidienza dei quali nell'anno dopo essi dovettero rassegnarsi.
Nel Balzello dalla Repubblica Fiorentina imposto nel 1444 agli abitanti del suo contado e a quelli del suo distretto, Montefoscoli fu tassato fra gli ultimi per 30 fiorini d'oro. Quando papa Stefano chiamò i Franchi a distruggere la prima unità nazionale italiana, questo itinerario diventò parte di quel fascio di vie che si chiamano "Francigena" ovvero gli itinerari di collegamento tra il cuore del Sacro Romano Impero e Roma.

## Monumenti e luoghi d'interesse
- La pieve arcipretura di Santa Maria Assunta a Montefoscoli nel 1356 contava le seguenti succursali:
  - San Romano (soppressa)
  - Spedale di S. Pietro a Montefoscoli (idem)
  - Santa Maria a Ghizzano (unita alla seguente)
  - San Prospero a Ghizzano (esistente)
  - San Lorenzo di Gello (soppressa).

La pieve, dedicata a S. Maria Assunta, costruita in cotto, databile ai primi del Duecento, ha subito restauri nel 1846, dopo il devastante terremoto delle colline pisane e infine nel 1947; le parti romaniche della chiesa e del suo campanile sono comunque facilmente distinguibili dagli interventi successivi e dagli inserti contemporanei (bacini ceramici in stile medievale di recente realizzazione). Racchiude al suo interno due statue marmoree dell'Angelo Gabriele annunciante e della Madonna, riconducibili alla mano di Nino Pisano (Pisa, 1315 circa – Pisa, 1370 circa) seppur presentino un'influenza del senese Valdambrino. Essendo andati perduti gli affreschi seicenteschi, la chiesa è stata recentemente arricchita da un affresco con la scena delle Nozze di Cana, realizzato da Stefano Ghezzani, pittore di San Giovanni alla Vena (Vicopisano).
- Il palazzo-fattoria Vaccà Berlinghieri, sede del Museo della Civiltà Contadina e della casa-museo Vaccà Berlinghieri. Il Museo della Civiltà Contadina, aperto al pubblico dal 1996 per volere della famiglia Donalisio, discendente della famiglia Vaccà Berlinghieri, è gestito dai volontari dall'Associazione del Museo della Civiltà Contadina. Si tratta di un vasto complesso di ambienti, anche ipogei, dove i prodotti dei vari poderi della fattoria venivano trasformati e il prodotto finale immagazzinato.

- Il Tempio di Minerva Medica nel podere del Torricchio. Questo monumento nelle forme del tempio di Agrippa di Roma, costruito in cotto rosso su progetto dell'architetto Ridolfo Castinelli su commissione del medico chirurgo Andrea Vaccà Berlinghieri, sarebbe stato, secondo le ricerche svolte dal Gruppo Culturale "Ippolito Rosellini", il luogo dei convegni della società segreta dei Sublimi Maestri Perfetti ovvero del Direttorio Invisibile della Carboneria italiana. Andrea Vaccà Berlinghieri, indicato nelle relazioni delle spie della polizia granducale come il capo della Massoneria e il capo della Carboneria, era il referente per il centro dell'Italia del rivoluzionario Filippo Buonarroti.

- La Fattoria che fu dei Gesuiti, poi della famiglia Mastiani Brunacci. Le prime notizie di questa fattoria che nei secoli diventerà il cuore di un vasto sistema di poderi, risalgono al 1564, anno in cui Messer Asopardo Griffi, figlio di Filippo, il cui stemma datato 1515 è collocato su di una delle facciate della Villa, la ereditò dalla madre. Dopo il 1576, anno in cui i Griffi alienarono la fattoria, la Fattoria di Montefoscoli, divenne, dopo vari passaggi, proprietà dei Biffoli, famiglia fiorentina di origini grossetane, che ne ingrandirono i possedimenti. Alla morte di Benedetto Biffoli, avvenuta nel 1631, la fattoria di Montefoscoli passò per testamento ai Gesuiti di Firenze. La Compagnia del Gesù, seguendo le disposizioni testamentarie che imponevano “fare del bene in Montefoscoli”, ingrandì i possedimenti di quello che era divenuto un convento della Compagnia. Quando nel 1773 papa Clemente XIV, con la Bolla “Dominus ac redemptor noster”, soppresse l’Ordine dei Gesuiti, la fattoria di Montefoscoli venne acquistata da Giulio Mastiani Brunacci e l'ex convento diventò una “deliziosissima villa dei Mastiani Brunacci”. Nel 1906 Cesare Mastiani Brunacci cedette tutti i suoi beni al livornese Oscar Tobler. Intorno al 1925, Carolina, ultima discendente dei Tobler, cedette la fattoria di Montefoscoli alla Fondazione Gaslini di Genova che ne ha detenuto il possesso, valorizzando soprattutto l’attività agricola, fino al 2004 anno in cui la Proprietà della Società Agricola Fondi Rustici Montefoscoli S.r.l. è stata acquisita dalla Amministrazione Provinciale di Pisa.

- La casa del tenore Mario Filippeschi, nato in via dei Fossi nella casa intitolata dal 7 giugno 1981 al suo nome.

- Una torre di cortina del castello è ancora visibile sul fronte settentrionale del paese.

## Sport
Dal 1922 a Montefoscoli è presente una squadra di calcio, nata con il nome di G.S. Montefoscoli, ora chiamata A.S.D. Montefoscoli Calcio 1922. La squadra, dopo aver militato per molti anni nei campionati di Seconda e Prima Categoria FIGC, scompare per qualche anno e rinasce nel 2003 con nuova denominazione, iscrivendosi al campionato UISP. Nel 2017 viene iscritta al campionato di Terza Categoria FIGC.